# Ambrogio Fogar

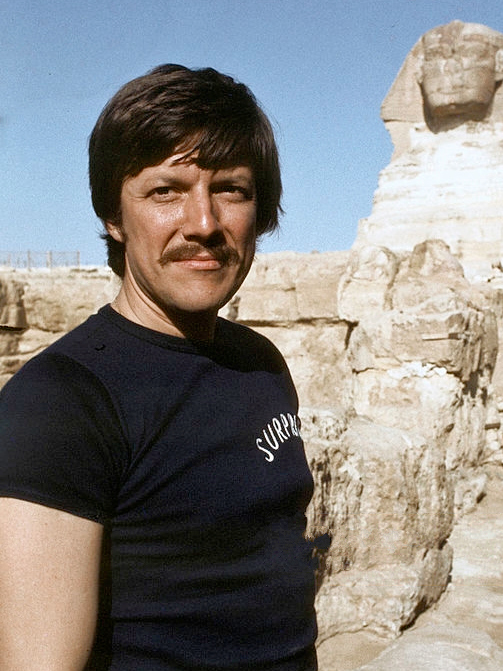
Ambrogio Fogar

Ambrogio Fogar (* 13. August 1941 in Mailand; † 24. August 2005 ebenda) war ein italienischer Abenteurer und Autor.

## Leben
Ambrogio Fogar hat 1973, wie bereits Chay Blyth vor ihm, die Welt in mehr als einem Jahr allein an Bord der aus GFK gefertigten Slup „Surprise“ umrundet. 1978 überlebte er 78 Tage und 1300 Seemeilen in einem Rettungsboot, nachdem seine Segelyacht in der Antarktis gesunken war. Nach der Rettung durch einen Frachter starb sein Mitsegler Mauro Mancini. Bei der Peking nach Paris 1992 wurde er bei einem Unfall verletzt und war seitdem querschnittgelähmt.
Mehrere Jahre war er der Star der Fernsehshow Jonathan Dimensione Avventura. Fogar schrieb mehrere Bücher. Er starb an einem Herzinfarkt in seiner Mailänder Wohnung.
Eine Selbstversorger-Berghütte im Valle Bognanco (auf der Alpe Fornalino, 2040 m ü. A.) trägt seinen Namen.

## Kinder
Töchter: Rachele Fogar, Model (* 31. Juli 1991 in Mailand – Mutter: Katalin Szijarto), und Francesca Fogar, Journalist (* 17. November 1975 in Tradate – Mutter: Maria Teresa Panizzoli).

## Ehrungen
- Kommandeur des Verdienstordens der Italienischen Republik

## Fernsehsendung
- Jonathan – Dimensione avventura (Canale 5, 1984–1986; Italia 1, 1986–1991)
- Antologia di Jonathan (Canale 5, 1984–1986; Italia 1, 1986–1991)
- Parliamone (Buongiorno Italia) (Canale 5, 1987–1988)
- Campo base – Il mondo dell'avventura (TV Koper-Capodistria/Canale 5, 1989–1991; TELE+2, 1990–1991)
- Speciale campo base (TV Koper-Capodistria/Canale 5, 1989–1991; TELE+2, 1990–1991)

## Bücher
- Il mio Atlantico. 1972: transatalantica in solitario Plymouth-Newport; 1973: seconda regata atlantica Cape Town-Rio de Janeiro, Mailand, Bietti, 1973.
- 400 giorni intorno al mondo, Mailand, Rizzoli, 1975.
- Messaggi in bottiglia. Da un catamarano in mezzo all'Atlantico. OSTAR,'76, Legnano, Landoni, 1976.
- L'ultima leggenda, Mailand, Rizzoli, 1977.
- La zattera, Mailand, Rizzoli, 1978.
- Il giro del mondo del Surprise, Mailand, Epipress-Famiglia cristiana, 1978.
- Sulle tracce di Marco Polo, Mailand, A. Mondadori, 1983.
- Verso il Polo con Armaduk, Mailand, Rizzoli, 1983. ISBN 88-17-85369-0
- Solo. La forza di vivere, Mailand, A. Mondadori, 1997. ISBN 88-04-40392-6
- Contro vento. La mia avventura più grande, Mailand, Rizzoli, 2005. ISBN 88-17-00664-5
- Quando c'era Superman. L'ultima avventura di una vita controvento, Casale Monferrato, Piemme, 2006. ISBN 88-384-8651-4

## Radio-Feature
- Poli Mirabilia – La marcia sul pack e altre meraviglie (Rai Radio 1, 1984)

## TV-Dokumentation
- Ambrogio Fogar, l'ultimo eroe (Rete 4, 2005)